# Rasbora hosii
Rasbora hosii är en fiskart som beskrevs av Boulenger, 1895. Rasbora hosii ingår i släktet Rasbora och familjen karpfiskar. Inga underarter finns listade i Catalogue of Life.